# Četiri godišnja doba (Vivaldi)
"Četiri godišnja doba" (talijanski Le quattro stagioni) naziv je ciklusa četiriju koncerata za violinu i orkestar talijanskog baroknog skladatelja, violinista i svećenika Antonija Vivaldija. Napisan je 1723. a objavljen 1725. 
U četiri koncerta Vivaldi je zvukom pokušao opisati ljepote svakog godišnjeg doba i stvorio ugođaj svakog od njih. Na primjer, fortissimo u Ljetu dočarava oluju s grmljavinom, a visoki tonovi violina i staccato u Zimi oštrinu leda.[nedostaje izvor] Koncerti slijede ustaljenu formu od tri stavka (brzi – polagani – brzi).
"Četiri godišnja doba" otkrivena su tek 1930. godine kada je u Nacionalnoj knjižnici u Torinu pronađeno više od polovice Vivaldijevih danas poznatih djela.

## Popis koncerata i stavaka
- Koncert No. 1 u E-duru, Op. 8, RV 269, "La primavera" (Proljeće)
  1. Allegro
  2. Largo
  3. Allegro
- Koncert No. 2 u g-molu, Op. 8, RV 315, "L'estate" (Ljeto)
  1. Allegro non molto
  2. Adagio e piano – Presto e forte
  3. Presto
- Koncert No. 3 u F-duru, Op. 8, RV 293, "L'autunno" (Jesen)
  1. Allegro
  2. Adagio molto
  3. Allegro
- Koncert No. 4 u f-molu, Op. 8, RV 297, "L'inverno" (Zima)
  1. Allegro non molto
  2. Largo
  3. Allegro